# Bahnhof Lambsheim
Der Bahnhof Lambsheim ist der Haltepunkt der rheinland-pfälzischen Ortsgemeinde Lambsheim. Er verfügt über ein Bahnsteiggleis. Der Haltepunkt liegt im Verbundgebiet des Verkehrsverbundes Rhein-Neckar (VRN) und gehört zur Tarifzone 93. Seine Anschrift lautet Bahnhofstraße 3.
Er wurde am 15. Oktober 1877 als Durchgangsbahnhof der Bahnstrecke Freinsheim–Frankenthal eröffnet. Betrieblich ist er inzwischen nur noch ein Haltepunkt. Sein Empfangsgebäude steht unter Denkmalschutz.

## Lage
Der Bahnhof befindet sich zentral im Siedlungsgebiet von Lambsheim. Nördlich von ihm verläuft parallel zur Bahnstrecke die örtliche Bahnhofstraße.

## Geschichte
Die 1865 eröffnete Strecke von Neustadt nach Dürkheim sollte ursprünglich bis Frankenthal durchgebunden werden. Später wurden die Planungen so abgeändert, dass sie über Erpolzheim und Grünstadt bis nach Monsheim verlängert werden sollte. Deshalb gab es Pläne, eine in Freinsheim von dieser Strecke abzweigende Bahnlinie nach Frankenthal zu errichten, die unter anderem über Lambsheim führen sollte. Am 15. Oktober 1877 wurde die Strecke eröffnet; Lambsheim bildete neben Weisenheim und Flomersheim einen von insgesamt drei Unterwegsbahnhöfen. Der Bahnhof selbst befand sich seinerzeit am südwestlichen Siedlungsrand.
Anfang des 20. Jahrhunderts erhielt der Bahnhof wie alle in der Pfalz Bahnsteigsperren. Während dieser Zeit wurde der Bahnhof von der Betriebs- und Bauinspektion Neustadt verwaltet und gehörte zum Zuständigkeitsbereich der Bahnmeisterei Freinsheim. 1922 erfolgte die Eingliederung des Bahnhofs in die neu gegründete Reichsbahndirektion Ludwigshafen. Ein Jahr später wurden die am Bahnhof beschäftigten Eisenbahner im Zuge des von Frankreich durchgeführten, bis 1924 dauernden Regiebetriebs ausgewiesen. Danach kehrten sie zurück. Im Zuge der Auflösung der Ludwigshafener Direktion wechselte er zum 1. April 1937 in den Zuständigkeitsbereich der Direktion Mainz; zu dieser Zeit unterstand er dem Betriebsamt (RBA) Ludwigshafen und der Bahnmeisterei Frankenthal.
Die Deutsche Bundesbahn (DB), die ab 1949 für den Bahnbetrieb zuständig war, gliederte den Bahnhof in die Bundesbahndirektion Mainz ein, der sie alle Bahnlinien innerhalb des neu geschaffenen Bundeslandes Rheinland-Pfalz zuteilte. Im Zuge der schrittweisen Auflösung der Mainzer Direktion Anfang der 1970er Jahre war mit Wirkung des 1. Juni 1971 ihr Pendant in Karlsruhe für den Bahnhof zuständig. Zur selben Zeit wurden die Bahnsteigsperren aufgehoben. Einhergehend mit der Aufgabe des Güterverkehrs wurde der Bahnhof zum Haltepunkt zurückgebaut. Seit 1996 ist der Haltepunkt im Verkehrsverbund Rhein-Neckar (VRN).

## Empfangsgebäude

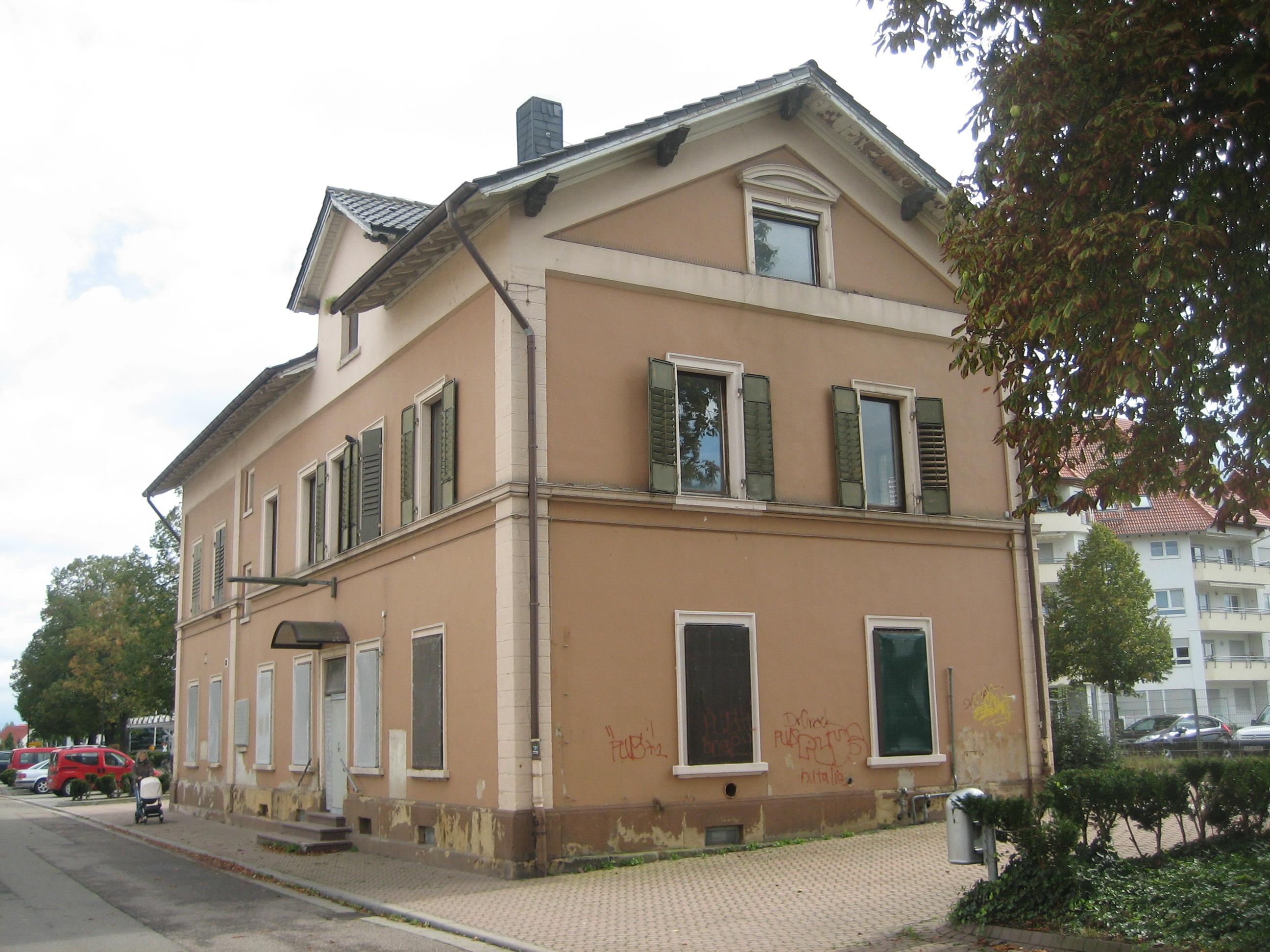
Ehemaliges Empfangsgebäude

Beim denkmalgeschützten Empfangsgebäude handelt es sich um einen sandsteingegliederten Putzbau, der im Jahr 1877 errichtet wurde. Für den Bahnbetrieb besitzt es inzwischen keine Bedeutung mehr. Seither fand es keinen neuen Verwendungszweck und steht dementsprechend leer (Stand 2014).

## Verkehr

### Personenverkehr
Der Fahrplan von 1884 enthielt Züge, die in Frankenthal Kopf machten und über die aus Mainz kommende Strecke bis nach Ludwigshafen fuhren. Der Bahnhof wird stündlich von Regionalzügen der Relation Frankenthal Hbf–Ramsen (Pfalz) bedient. nach dem Zweiten Weltkrieg wurden die Züge aus umlauftechnischen Gründen über Freinsheim hinaus über die Pfälzische Nordbahn bis nach Grünstadt durchgebunden. Ab 1994 verkehrten sie bis nach Eisenberg an der Eistalbahn, ab 1995 bis nach Ramsen. Mittwochs, sonn- und feiertags werden die Züge seit 2001 teilweise bis zum Eiswoog durchgebunden.

### Güterverkehr
Ab den 1980er Jahren bedienten Übergabezüge den Bahnhof, der zu dieser Zeit keinen eigenen Gütertarifpunkt mehr bildete. Seine Bedienung fand vom Frankenthaler Hauptbahnhof aus statt, als dessen Satellit er fungierte. Inzwischen wurde der Güterverkehr eingestellt.